# 岩木山龍太

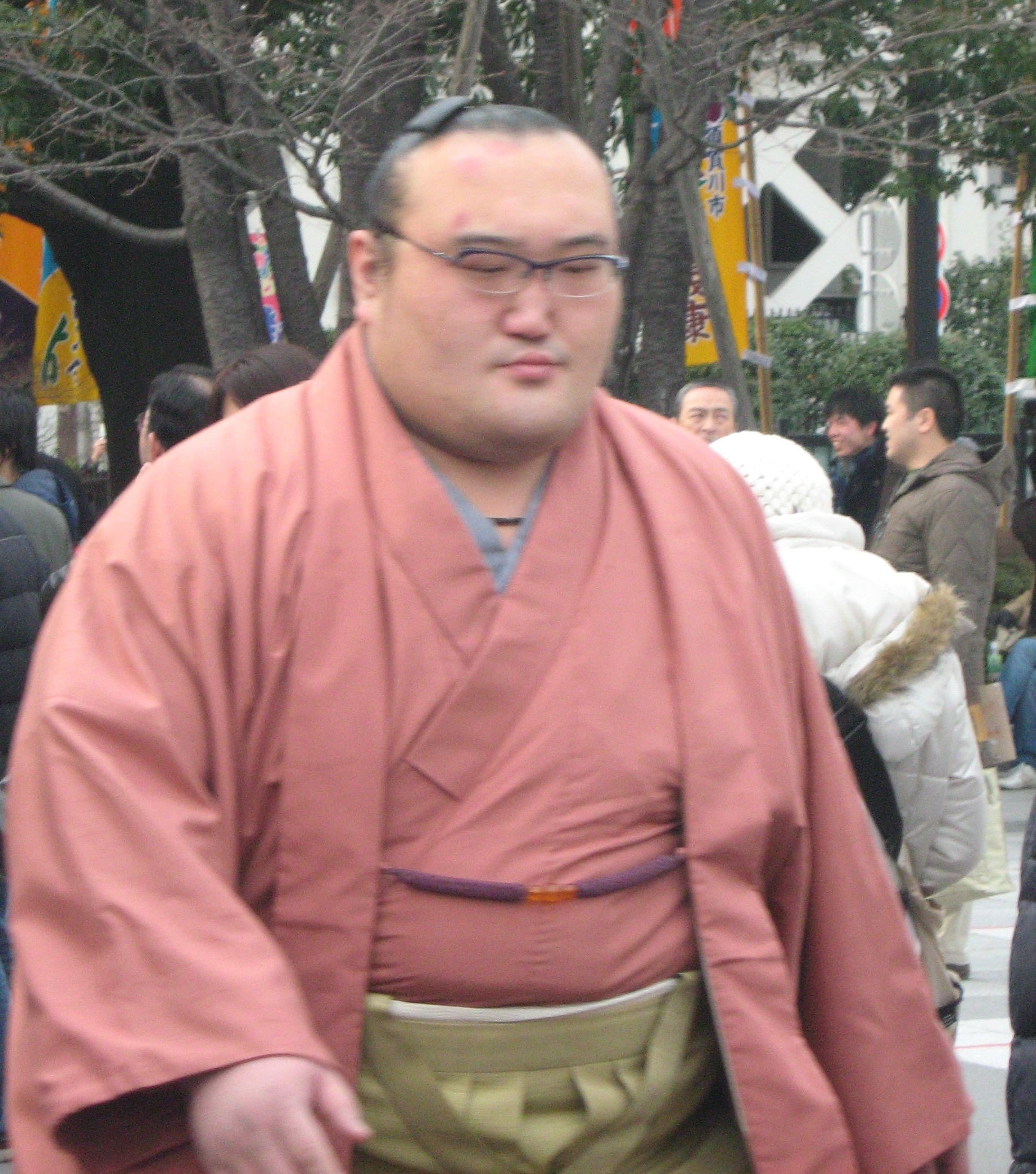
2008年攝

岩木山龍太（1976年3月2日—），原名對馬竜太，日本青森縣中津輕郡岩木町（現弘前市）出身。境川部屋（入門時中立部屋）所屬前大相撲力士。身高184cm、體重177kg、血型O型、興趣是音樂鑑賞與賽馬研究。最高位置是東小結（2005年3月場所）。現在是境川部屋年寄、關之戶。 

## 早年生涯與相撲背景
對馬生於中津輕郡弘前市，在青森大學的業餘相撲成功後，對馬畢業後在青森山田高中擔任職員，直到2000年7月才開始參加職業相撲。他被前小結兩國梶之助招募加入他的境川部屋，他的四股名來自靠近他家鄉的岩木山。

## 生涯
岩木山因他業餘相撲的成功，被授予幕下付出的地位，但因第二次比賽中受傷，他被降級為三段目。他在2001年3月贏得了三段目冠軍，並在2002年3月晉升為十兩。他在2002年11月進入了幕內級別。一個長期的腰部問題迫使他退出2003年3月的比賽，但在那年9月他創造了11-4的戰績，這是迄今為止他的最高分，這使他在2003年11月首次晉升為三彼的職位。他也是他的部屋自1998年成立以來第一個達到三役等級的成員。
他曾在2004年9月場所擊敗横綱朝青龍，初次獲得金星和兩個三賞，在2005年3月場所昇為小結。但由於表現不佳，他在2007年7月名古屋場所降為十兩。然而他贏得了十兩優勝，所以他在2007年9月再次參加幕內級別的比賽。他只能打出一個4勝11負的戰績並且在11月份再次降回十兩，但他創造了11勝4負的戰績。立即晉升回幕內級別。在這個場合，他產生了一個9-6結果。在2008年3月以2-7開局後，他在最後六場比賽中贏了五場，以再次保持他的幕內地位。在腳踝受傷後，他在2008年9月比賽的第三天退出，並且落到了十兩。在11月回歸後，在十兩2枚目獲得11勝。
在2009年前三場比賽中連續三次獲得勝越後，他在7月晉升為前頭3枚目，這是他近三年來的最高排名。他面對所有排名靠前的摔跤手，他的5-10分包括對大關千代大海龍二的勝利。在患有腦梗塞後，他被迫在2010年5月的醫療建議中參加比賽。他表示會尋求治療並希望重新積極比賽，但他也無法參加2010年7月場所，他被列入十兩。他的部屋師傅表示他不希望他的力士在幕下級別作戰，但實際上岩木山已降級到幕下，而不是排在十兩的最底枚目。

## 引退
在錯過了九月錦標賽之後，岩木山在2010年9月26日淚流滿面地宣布退出比賽。他的病使他失去了如此多的體重，以至於他需要至少六個月才能恢復體重和健康。他因為健康問題的風險長期沒有訓練，他根據妻子的建議退休。他以関ノ戸名義作為年寄留在部屋。他的斷髮式或官方退休儀式原定於2011年5月舉行，但由於大相撲造假問題而被推遲。它最終於2012年1月舉行。

## 個人生活
岩木山於2007年12月宣布訂婚，並於2008年4月結婚。前橫綱輪島大士是客人之一。